# جياكومو ريتشي
جياكومو ريتشي (بالإيطالية: Giacomo Ricci)‏ هو سائق سيارة سباق إيطالي، ولد في 30 مارس 1985 في ميلانو في إيطاليا.

## وصلات خارجية
- الموقع الرسمي
- جياكومو ريتشي على موقع DriverDB.com (الإنجليزية)